# Jenny Saléns
Jenny Saléns, bildat i maj 2003, är ett dansband från Sverige, som noterats för albumframgångar på Sverigetopplistan. Saxofonisten Niklas Adamsson blev "Årets blåsare" på Guldklavengalan 2007. Niklas Adamsson avslutade 2007 genom att bli utsedd till "Årets kulturpristagare" i Hylte kommun. Den 5 januari 2008 släpptes livealbumet "Vår egen bröllopsdag", med 15 låtar spelade under en danskväll på Mälarsalen i Stockholm i november 2007. Bandet deltog i Dansbandskampen 2008.

## Diskografi

### Album
- Vår egen bröllopsdag - 2008
- Nu bubblar blodet - 2012
- Mot nya mål - 2013
- För alltid - 2015

### Singlar
- "Kärlekens låga" - 2003
- "Aldrig mer" - 2004
- "Tack för kärleken" - 2006
- "Vår egen melodi" - 2006
- "Lovar du mer" - 2006
- "Mot kärlekens land" - 2007
- "Handen på hjärtat" - 2007
- "The Best" - 2009
- "Kom hem" - 2009

## Medlemmar
- Jenny Salén - sång och dragspel
- Niklas Adamsson - saxofoner, gitarr, sång
- Robert Nilsson - trummor
- Andreas Nilsson - gitarr

### Fotnoter
1. ↑  ”Jenny Saléns”. Swedishcharts. http://www.swedishcharts.com/showinterpret.asp?interpret=Jenny+Sal%E9ns. Läst 21 juni 2015.
2. ↑  Hallandsposten 30 januari 2010 - Kapellmästaren som lever för dansmusiken, hämtdatum: 27 maj 2013